# Empat Negeri
Empat Negeri is een bestuurslaag in het regentschap Batu Bara van de provincie Noord-Sumatra, Indonesië. Empat Negeri telt 4698 inwoners (volkstelling 2010).